# Hackington
Hackington är en civil parish i grevskapet Kent i sydöstra England. Den ligger i distriktet Canterbury och utgörs av orten Tyler Hill med omgivande landsbygd, belägen strax norr om Canterbury. Civil parishen hade 589 invånare vid folkräkningen år 2021.